# Uniformes et Grandes Manœuvres
Pour plus de détails, voir Fiche technique et Distribution.
Uniformes et Grandes Manœuvres est un film français réalisé par René Le Hénaff, sorti en 1950

## Synopsis
Noceur impénitent, André Duroc demande à Luc, portier de la boîte de nuit parisienne "Le Miramar", de se faire passer pour le duc de Miramar afin de soutirer de l'argent à sa tante Solange, fort désireuse d'inviter un représentant de la noblesse dans son domaine de la Cigaliere.
Arrivé sur place avec sa maîtresse Yvonne, André la fait passer pour la sœur de Luc afin que sa tante la pousse dans ses bras, et renonce à lui faire épouser une jeune femme insignifiante prénommée Marie-Thérèse. Mais après que celle-ci a été « relookée » par Luc, André en tombe amoureux. Quant à Luc, il courtise la jolie camériste Alice. Abandonnée par son amant, Yvonne se venge en révélant son identité réelle et celle de Luc, qui est contraint de s'enfuir précipitamment. 
Luc se retrouve enrôlé de force pour avoir emprunté imprudemment l'uniforme d'un parachutiste qui participait à des grandes manœuvres. Quant à André, il perd tout : subsides de sa riche tante, fiancée et maîtresse.

## Fiche technique
- Titre : Uniformes et Grandes Manœuvres
- Réalisation : René Le Hénaff
- Scénario et adaptation : Gérard Carlier
- Dialogues : Jean Manse
- Assistant réalisateur : Denys de La Patellière
- Images : Pierre Levent
- Montage : Monique Isnardon, Robert Isnardon
- Décors : Paul-Louis Boutié
- Musique : Roger Dumas
- Son : Pierre-Henri Gourny
- Directeur de production : Roger de Broin
- Société de production : S.F.C - Sirius
- Société de distribution : Compagnie française de distribution cinématographique
- Tournage du 26 juin au 29 juillet 1950
- Pellicule 35 mm, noir et blanc
- Durée : 72 minutes
- Genre : Comédie
- Dates de sortie en France :
  - 08/11/1950 à Nice
  - 22/12/1950 à Paris

## Distribution
- Fernandel : Luc, portier du "Miramar" / le duc de Miramar
- Andrex : le noceur André Duroc
- Ginette Baudin : Yvonne, la maîtresse d'André
- Thérèse Dorny : Solange Duroc, la tante d'André
- Robert Seller : James, le maître d'hôtel
- Paulette Dubost : Alice, la camériste
- Claude Arlan : Marie-Thérèse, le nouvel amour d'André
- Lucien d'Antony : Le sergent
- Luc Andrieux : Le parachutiste
- Julien Maffre : Le vendeur